# Muzeum Grodzkie „Pod Wagą” w Zakliczynie
Muzeum Grodzkie „Pod Wagą” w Zakliczynie – muzeum położone w Zakliczynie. Placówka jest gminną jednostką organizacyjną. Mieści się w prywatnym domu, pochodzącym z 1769 roku, którego właściciele podpisali stosowną umowę najmu. W budynku tym podczas II wojny światowej mieszkała Magdalena Międzyrzecka, ps. „Waga”, ukrywająca w jednym z jego pomieszczeń członków ruchu oporu.
Muzeum powstało w 1970 roku, kiedy to została urządzona Regionalna Izba Pamiątek „Pod Wagą”. W 2002 roku zmieniło nazwę na Muzeum Grodzkie „Pod Wagą”.
Aktualnie w muzeum eksponowane są zbiory z zakresu etnografii, w szczególności dawne przedmioty codziennego użytku oraz zdjęcia i dokumenty (m.in. akty nadania honorowego obywatelstwa miasta Zakliczyna dla ks. Aleksandra Sołtysa oraz Stanisława Jagielskiego, fundatora miejscowej szkoły powszechnej). W części historycznej znajdują się pamiątki z okresu II wojny światowej.
Zwiedzanie muzeum jest możliwe po wcześniejszym uzgodnieniu w Regionalnym Centrum Turystyki i Dziedzictwa Kulturowego w Zakliczynie. Wstęp jest płatny.